# De tre juvelerna

En bild föreställande en symbol för de tre juvelerna

De tre juvelerna (sanskrit: ratnatraya eller triratna) syftar inom buddhismen till buddha, dharma och sangha. De tre juvelerna är det som alla buddhistiska traditioner tar tillflykt i, och har många ritualer och riter kopplade till sig.
I de flesta fall så lyder de tre juvelerna som följande:
- "Jag tar min tillflykt till Buddha", läraren.
- "Jag tar min tillflykt till Dharma", läran.
- "Jag tar min tillflykt till Sangha", gemenskapen.

Innebörden av de tre juvelerna är mycket omdiskuterade inom buddhismen. "Buddha" kan referera till Shakyamuni Buddha, men kan även syfta till andra buddhor (som inom mahayana är mycket omfattande till antalet). I vissa mahayanska inriktningar kan det även syfta till buddhanaturen.
Dharma syftar oftast till den buddhistiska läran, men vad den buddhistiska läran är för något varierar stort mellan de olika inriktningarna. De olika inriktningarna har olika skriftkanoner och texter.
Sangha syftar främst till gemenskapen av munkar och nunnor, och i sammanhanget av de tre juvelerna syftar det i synnerhet till de medlemmar av sanghat som är upplysta - då det är dessa man tar tillflykt i. Sangha kan dock även syfta till buddhistiska gemenskaper som inte består av munkar/nunnor, eller hela den buddhistiska gemenskapen med likväl munkar/nunnor som lekmän.